# Clavaptera ornata
Clavaptera ornata är en insektsart som beskrevs av Kirman 1985. Clavaptera ornata ingår i släktet Clavaptera och familjen barkskinnbaggar. Inga underarter finns listade i Catalogue of Life.